# Потоп (фильм, 2024)
«Потоп» (фр. Le Déluge) — историческая драма 2024 года режиссёра Джанлуки Джодиче по сценарию Джодиче и Филиппо Гравино. Главные роли в фильме исполнили Гийом Кане и Мелани Лоран.

## Сюжет
Действие фильма разворачивается во время Великой Французской революции, когда Людовик XVI вместе с семьёй провёл под охраной несколько месяцев в замке Тампль.

## В ролях
- Гийом Кане — Людовик XVI
- Мелани Лоран — Мария-Антуанетта[4]
- Аурора Брутен
- Хьюго Диллон
- Том Хадсон
- Роксана Дюран
- Анук Дарвин Хоумвуд
- Видал Арзони
- Фабрицио Ронгионе

## Производство
Главные роли в фильме получили Гийом Кане и Мелани Лоран. Съёмки фильма длились шесть недель в Турине и Риме и завершились в мае 2023 года.
Джанлука Джодиче тщательно работал над сценарием вместе с Филиппо Гравино после того, как «случайно прочитал книгу о суде над Людовиком XVI, и у меня возникла идея рассказать о последней ночи последнего великого короля. (…) Есть некая середина, период, о котором никто никогда не говорил: несколько месяцев, в течение которых последние король и королева Франции и двое их детей — Мария-Тереза и Луи Шарль — находились в заточении в мрачнном замке на окраине Парижа, ожидая казни», — объясняет он.
Премьера фильма состоялась 7 августа 2024 года на 77-м кинофестивале в Локарно, где он был выбран в качестве фильма открытия.